# Rivière Malbaie (Percé)
Pour les articles homonymes, voir Malbaie.
La rivière Malbaie coule successivement dans la partie Sud de la ville de Gaspé (MRC de La Côte-de-Gaspé), dans le territoire non organisé de Mont-Alexandre (canton de Fortin) et dans la ville de Percé, dans la municipalité régionale de comté (MRC) Le Rocher-Percé, dans la région administrative de la Gaspésie-Îles-de-la-Madeleine, au Québec, au Canada.
La "rivière Malbaie" est un affluent de la rive Ouest de la baie La Malbaie laquelle s'ouvre sur le littoral Ouest du golfe du Saint-Laurent.

## Géographie
La rivière Malbaie prend sa source au lac du Canton (diamètre : 200 m ; altitude : 465 m) en montagne, situé dans le 7e rang du canton de York de la ville de Gaspé. L'embouchure de ce lac de tête est situé à :
- 0,2 km au Nord de la limite du canton de Fortin ;
- 4,6 km au Nord-Ouest du pont de la route 132 enjambant la rivière Malbaie près de sa confluence ;
- 15,6 km au Sud-Ouest du centre-ville de Gaspé.

À partir du "lac du Canton", la rivière Malbaie coule sur environ 36 km, répartis selon les segments suivants :
- 1,7 km vers le Sud-Ouest dans le canton de York, jusqu'à la limite du canton de Fortin ;
- 3,5 km vers le Sud-Ouest dans le canton de Fortin, jusqu'à la confluence d'un ruisseau (venant de l'Ouest) ;
- 0,8 km vers le Sud, jusqu'à la confluence d'un ruisseau (venant de l'Ouest) ;
- 6,3 km vers le Sud-Est, jusqu'à la confluence du ruisseau Gulch (venant de l'Ouest) ;
- 2,3 km vers le Sud-Est, jusqu'à la confluence d'un ruisseau (venant du Sud-Ouest) ;
- 4,6 km vers le Nord-Est, jusqu'à la confluence de La Grande Fourche (rivière Malbaie) ;
- 1,6 km vers le Nord-Est, jusqu'à la confluence du ruisseau coulant dans le ravin Renolds ;
- 0,8 km vers le Sud-Est, jusqu'à la limite Ouest de la ville de Percé ;
- 4,8 km vers le Sud-Est dans la ville de Percé, jusqu'à la décharge du "Lac aux Canards" (venant du Sud) ;
- 2,6 km vers le Sud-Est, jusqu'à la confluence de La Petite Fourche (rivière Malbaie) ;
- 3,9 km vers le Sud-Est, jusqu'au pont de la route 132 ;
- 0,6 km vers l'Est, jusqu'à confluence d'un ruisseau (venant du Nord-Ouest) ;
- 1,6 km vers l'Est, jusqu'au Marais de Bridgewater ;
- 2,0 km vers l'Est en traversant la partie Nord du Marais de Bridgewater, jusqu'à la jetée du barachois de La Malbaie, qui constitue la confluence de la rivière. Cette porte d'entrée du barachois est située sur la rive Ouest de la baie La Malbaie[1].

Cette confluence est située à :
- 11,6 km au Sud-Est de la pointe de la presqu'île du village de Percé ;
- 29,4 km au Sud-Est du centre-ville de Gaspé ;
- 8,6 km au Sud de la limite de la municipalité de Gaspé.

## Toponymie
Le toponyme « Rivière Malbaie » a été officialisé le 5 décembre 1968 à la Commission de toponymie du Québec.